# Minskoff Theatre
Le Minskoff Theatre est un théâtre de Broadway construit en 1973 et situé sur Broadway, dans le Theater District, dans le centre de Manhattan, à New York (États-Unis). Actuellement, The Lion King est joué au Minskoff Theatre.

## Histoire
La salle de 1 621 places, conçue par les architectes Kahn et Jacobs, se trouve au troisième étage de One Astor Plaza, une tour de bureaux construite sur le site de l'hôtel Astor. Nommé d'après Sam Minskoff & Sons (Henry H.Minskoff, Jerome Minskoff, Myron Minskoff et Leo Minskoff), constructeurs et propriétaires de l'immeuble. Il a ouvert le 13 mars 1973, avec une reprise d'Irene avec Debbie Reynolds. Au fil des ans, il a accueilli des comédies musicales, des compagnies de danse et des concerts.
Il a accueilli le concours Miss Univers 1981, remporté par Irene Sáez du Venezuela, ainsi que le transfert de la production de Joseph Papp The Pirates of Penzance. En 1994, Sunset Boulevard a été un succès du théâtre. Depuis 2006, The Lion King a été transféré au théâtre, où il continue à être joué à ce jour .

## Principales productions
- 1973 : Irene avec Debbie Reynolds

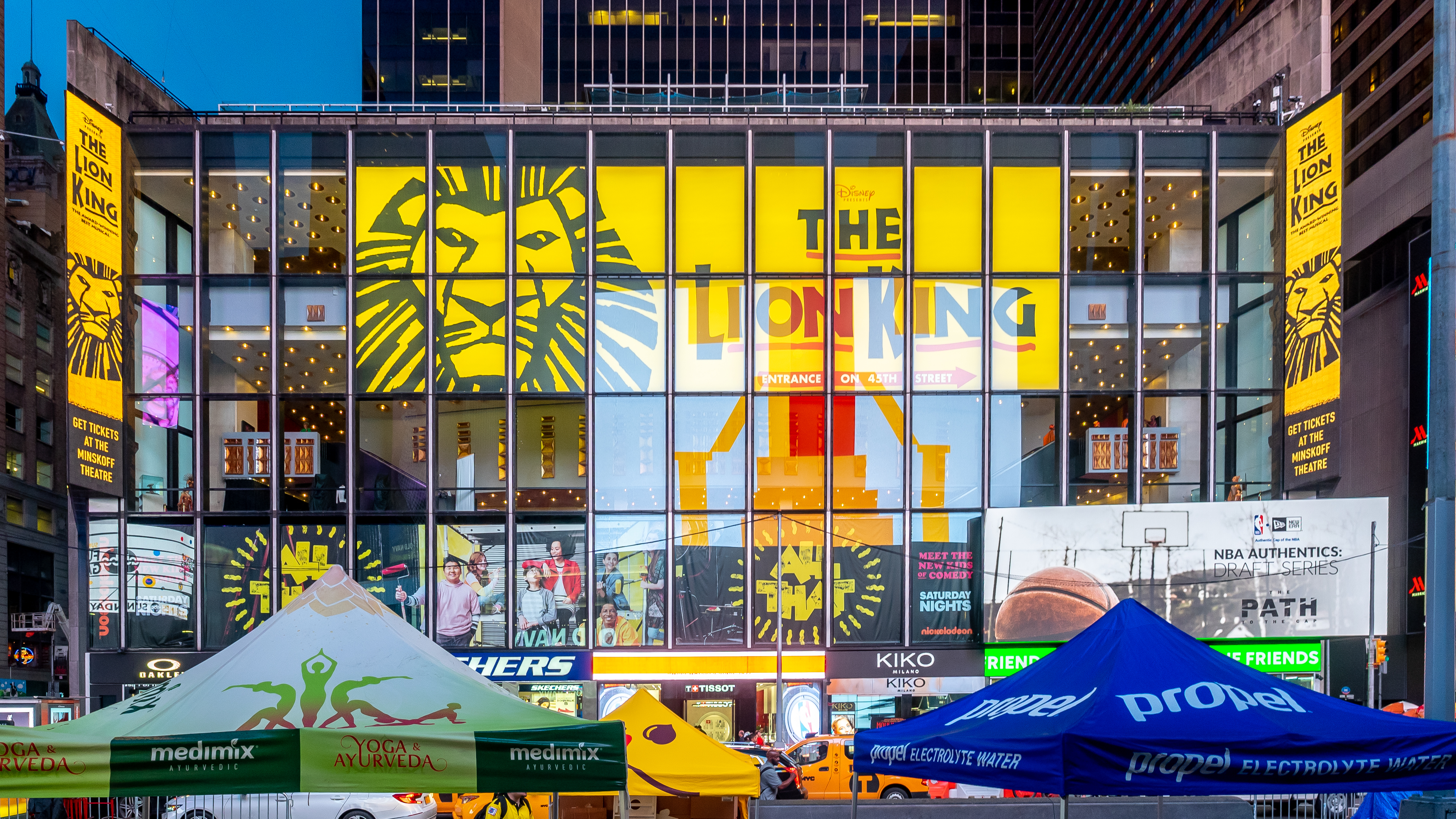
Façade du théâtre du côté de Times Square.

- 1974 : Tony & Lena Sing; Charles Aznavour on Broadway
- 1975 : Bette Midler's Clams on the Half Shell Revue; Hello, Dolly!
- 1976 : Chinese Acrobats of Taiwan; Dutch National Ballet; Rockabye Hamlet
- 1977 : Merce Cunningham Dance Company; Pippin; Cleo on Broadway
- 1978 : King of Hearts
- 1979 : Béjart: Ballet of the Twentieth Century; Engelbert on Broadway
- 1980 : West Side Story
- 1981 : Miss Univers 1981; The Pirates of Penzance
- 1983 : Dance a Little Closer; Marilyn: An American Fable
- 1984 : The Tap Dance Kid
- 1986 : Sweet Charity
- 1987 : Teddy & Alice
- 1988 : Cabaret
- 1989 : Black and Blue
- 1992 : Metro
- 1993 : Joseph and the Amazing Technicolor Dreamcoat
- 1994 : Sunset Boulevard
- 1998 : The Scarlet Pimpernel
- 1999 : Saturday Night Fever
- 2001 : The Adventures of Tom Sawyer
- 2002 : Dance of the Vampires
- 2004 : Fiddler on the Roof
- 2006 : The Lion King